# Менто
Менто (англ. mento) — ямайский народный музыкальный стиль, предшественник ска и регги. В менто обычно используются акустические инструменты: акустическая гитара, банджо, ручной барабан и маримбула — инструмент в форме коробки, на котором можно сидеть во время игры.
Менто часто путают с калипсо, музыкальным стилем из Тринидада и Тобаго. У обоих стилей много общего, однако отличаются по форме.
Менто сочетает традиционные африканские мотивы и влияние европейской музыки. В текстах менто юмористически поётся о жизни бедного человека. Менто был наиболее развит в 1950-х годах, в 1960-х перешёл в ска, хотя до сих пор играется на Ямайке, особенно в туристических районах.